# Arvika Konsthall
Arvika Konsthall är en konsthall på Storgatan i centrala Arvika. Arvika Konsthall kom till 1973 genom samarbete mellan Arvika kommun, Arvika konstförening och konstnärerna och är inrymd i en banklokal från 1903. I angränsande lokaler finns Bildskolan Pilen där barn och ungdom ges tillfälle till konstnärligt skapande.

## Historik
Det hade på 1930-talet börjat diskuterats om att få till någon form av museum i Arvika, skaparen av Såguddens museum, AG Hedenskog, hade långtgående planer på ett museum som han ville placera på Viksholmen. Hedenskog hade föreställt sig ett museum som bestod av flera avdelningar; konst- och konsthantverk, en utställningshall och en etnologisk avdelning. Under ledning av Hedenskog hade Västra Värmlands fornminnesförening gjort flera inköp och de hade tillika mottagit ett flertal donationer, och genom detta skapat en förnämlig samling. Samlingarna sträckte sig från förhistorisk tid till det gamla bondesamhället som konst- och konsthantverk. Konstnärerna från Rackstadkolonin var även de representerade i samlingarna med ett stort antal verk, och många av dessa placerades i skolor, stadshuset samt i kommunala institutioner innan det existerade någon passande utställningslokal.
Arvika konstförening kom att bildas på 1940-talet, och föreningens förste ordförande blev Ludvig Mattsson. Konstföreningen anordnade många utställningar genom åren, i många olika lokaler. Så småningom lånades en lokal ut under en längre tid, av konstföreningens styrelseledamot Axel Johansson, och som kom att bli känd under namnet Konstkällaren. Dessvärre var lokalen alldeles för liten för att kunna tillgodose utställningsbehoven, men fungerade väl som provisorium. Innan Konstkällaren hade konsten visats upp bland annat på vinden av den gamla Vagnsfabriken och sedan i Arvika Tidnings gamla lokaler vid Hamngatan 1.
Det var återigen intendenten för fornminnesföreningen, Ludvig Mattsson, som var ledande i lokalfrågan och som år 1960 påpekade att ett museum i anslutning till Arvikas stadspark kunde bli en stor turistattraktion. Intendent Mattsson hade föreställt sig en provisorisk lokal som kunde innehålla ett konstmuseum för fornminnesföreningens stora samling konst, men den kunde även husera de många konstinköp som kommunens konstnämnd förvärvat, och som lokal för Arvika konstförenings utställningsverksamhet, samt husera en etnologisk avdelning. De olika aktörerna hade lyckats hitta en passande lokal i kvarteret Verkstaden men den brann ner tillsammans med fabriken i den stora branden i juli 1960.

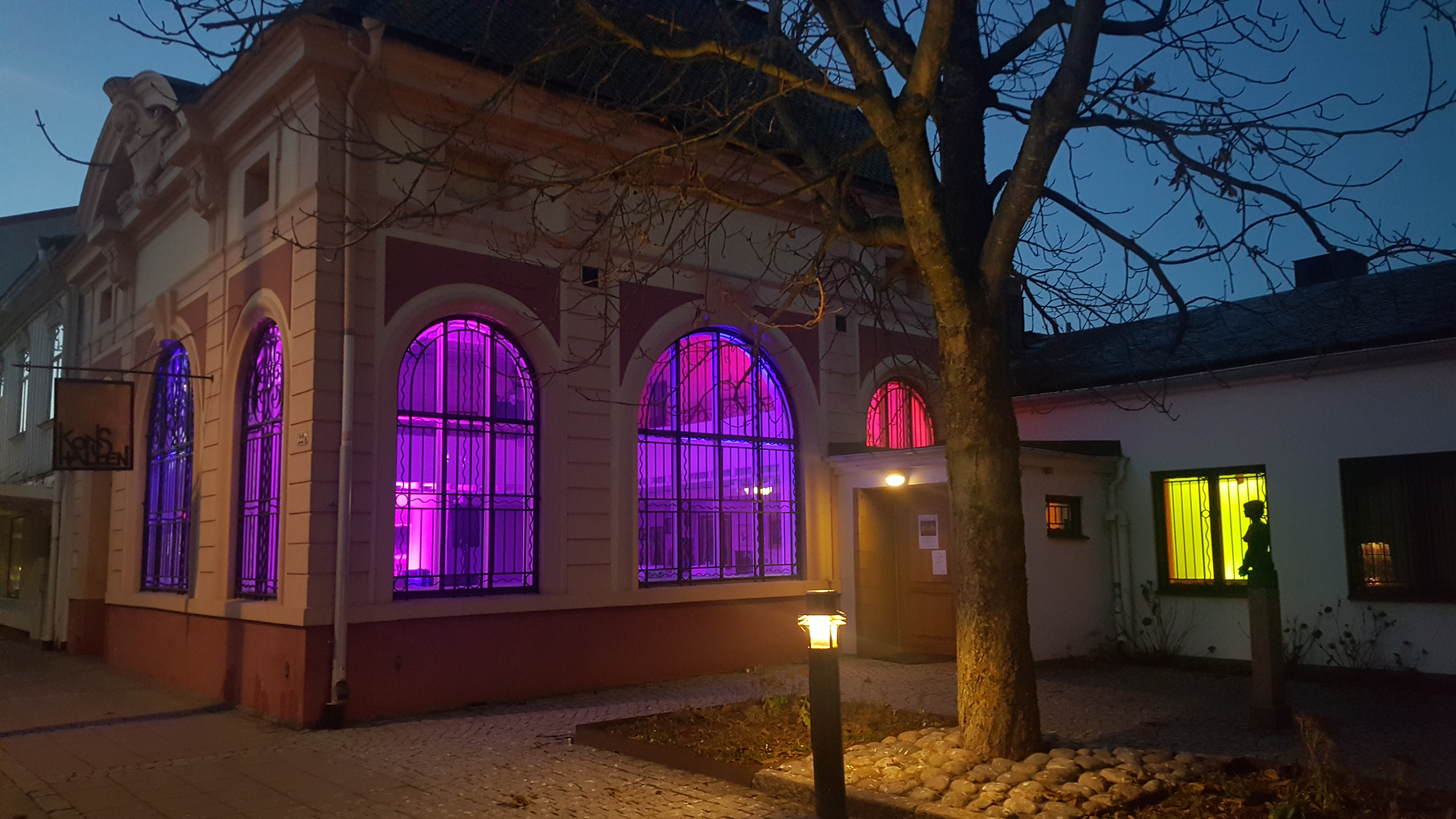
Konsthallen hösten 2018

I juni år 1967 väcktes en motion av Sven Junzell i dåvarande stadsfullmäktige för att tillsätta en kommitté som skulle utreda var det vore lämpligast att iordningställa en lokal för ett permanent uppvisande av konst- och konsthantverk. Det stora motivet i motionen var att Arvika hade ett rykte om sig att vara just en konststad men att det saknades en lokal som visade upp mycket av det rika konst- och kulturliv som Arvika består av.
Året därpå, 1968, bifölls Junzells motion, och en kommitté bestående av Gunnar Hansson, Karin Dahlgren, K.E. Kullin, Sven R. Eriksson och Sven Junzell själv tillsattes. Kommitténs arbete resulterade i att man lyckades hitta en lokal som man tyckte var passande för utställningsverksamhet, nämligen fastighet 8 i kvarteret Pilen. Att omskapa den gamla banklokalen till konsthall skulle komma att kosta 40 000 kr.
Banklokalen hade byggts 1903 och var ritad av arkitekterna F. Ullrich och E. Hallquisth från Stockholm, och uppfördes av Kristinehamns Enskilda bank - varav ett skepp kan synas i vapnet som kröner fasadens mitt. Detta är Kristinehamns stadsvapen. Som bank fungerade lokalen endast i några få årtionden och övergick sedan till att vara danspalats, blomsterhandel och även en stund som restaurang.

## Invigningen
Den stora invigningsdagen av Arvikas nya konsthall ägde rum den 12 maj 1973. Den som hade ansvarat för restaureringen och även inredningen av lokalerna var fastighetsingenjör Gunnar Andersson, köpman Axel Johansson och konstnären Jörgen Zetterquist. En stor insats gjordes även av Arvika konstförening som hade skapat en konsthallsfond och kunde genom auktion av skänkta verk från traktens konstnärer bidra med 35 000 kr.
I den stora utställningshallen, samt på övervåningens galleri, visades en permanent utställning av Rackstadkolonins verk tillhörande Arvika kommun och Västra Värmlands fornminnesförening. De resterande lokalerna skulle användas till konstföreningens utställningsverksamhet. Invigningstalare var kommunfullmäktiges ordförande Alvar Jansson och för musiken stod en bleckblåsensemble från Ingesunds Folkliga musikskola, som spelade två "Intradas" av Nellhibol.

## C.G. Ericsons ljuskrona
Den vackra ljuskronan i konsthallens stora sal hängdes upp och invigdes den 27 november 1999. Ursprungligen tillverkades den som en av två ljuskronor till Centralskolan i Arvika, för dess aula, år 1914 av Carl Gustav Ericson. Vid senare renoveringar plockades kronorna isär och förvarades i ett förråd. År 1999 visades en av ljuskronorna på Värmlands Museum och därefter flyttades den till Arvika Konsthall. 

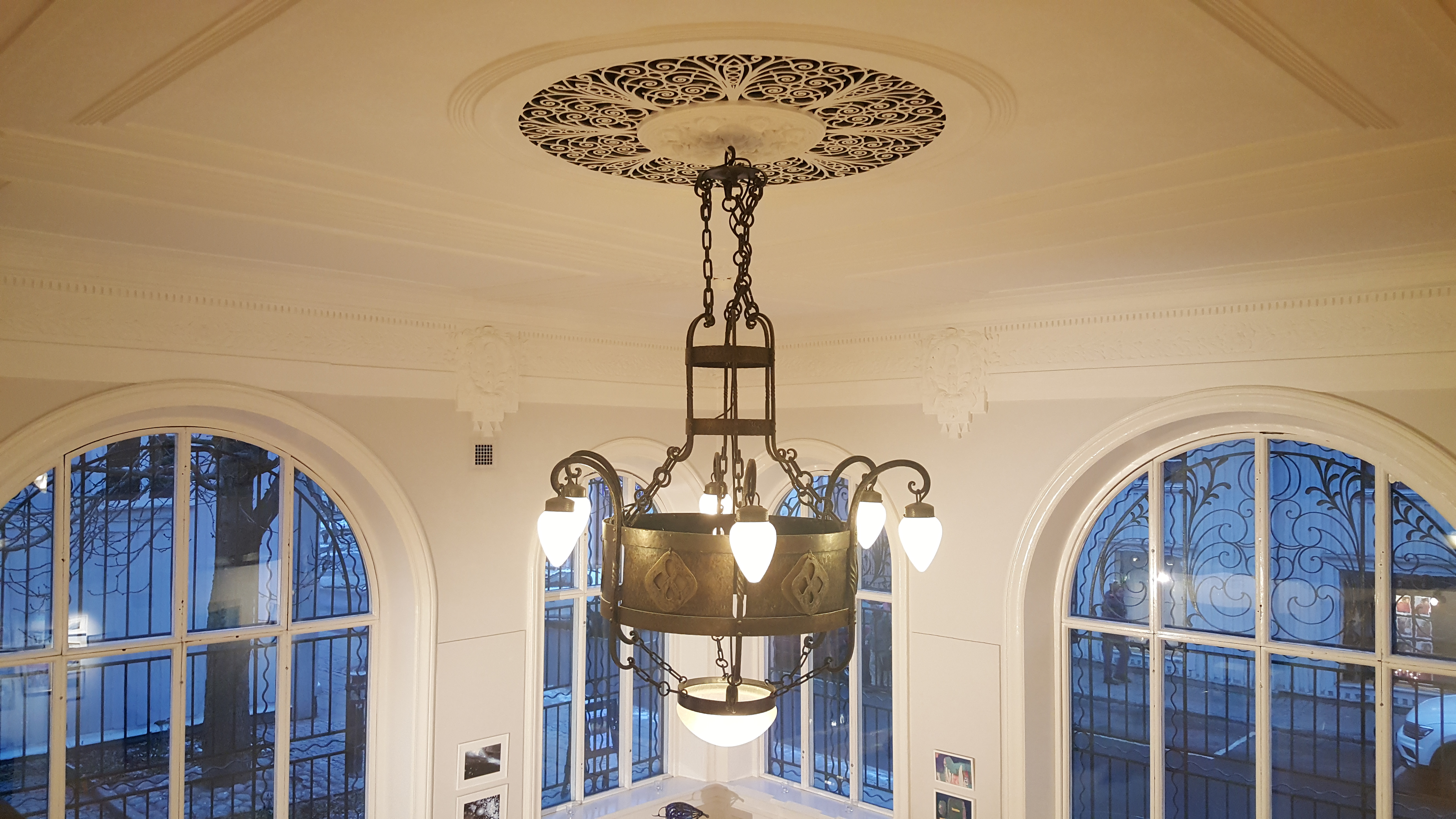
C.G. Ericsons ljuskrona från 1914

C.G. Ericson, 1878–1947, föddes på Värmlandsnäs och kom till Arvika år 1901. Ericson är känd långt över Värmlands gränser med sina verk och var den förste konstsmed som etablerade sig i Arvika. Från början var han urmakare, med lärlingstid och utbildning i Åmål och Göteborg. Han övergick så småningom till konstsmide i samband med att han startade urmakeri i Arvika (1901) som senare utökades med guldsmedsaffär år 1907. Ericson deltog i Stockholmsutställningen 1909 och fick uppmärksamhet för sina småting i silver och andra metaller. Hans första stora framgång kom vid Halmstadsutställningen 1912 och fick där Hantverksföreningens hederspris och silvermedalj för sin besmidda där som köptes in av Nationalmuseum. Han deltog vidare i den Baltiska utställningen år 1914 och i San Francisco-utställningen med en sjuarmad silverljusstake, 45 kg tung. Han mottog flera priser för sin skicklighet under åren.
I hans verkstad på Östra Esplanaden 11 i Arvika utfördes de mest skilda arbeten. Från stora kyrkportar till lampetter, manschettknappar och ringar, oftast i egen formgivning.

## Konsthallsföreståndare
- 1973–1974  Axel "Sko-Axel" Johansson
- 1974–1991  Per-Inge Fridlund
- 1991–2014  Carin Tidén
- 2014–2018  Ann Lundqvist
- 2018–2022  Marcus Modh
- 2022- Petra Eriksson

## Utställningar i urval
- 1979 - Björn Ahlgrensson, första separatutställning
- 1983 - Fritz Lindström, minnesutställning
- 1984 - Erland Brand
- 1987-88 - Maja Fjaestad, minnesutställning
- 1988 - Thore Andersson, retrospektiv utställning
- 2000 - Elisabeth Ohlson Wallin, Ecce Homo
- 2019 - Gerd Göran, Gerd Göran 100 år
- 2020 - Anders Petersen, From Back Home
- 2021 - Bea Szenfeld, Papper
- 2021 - Bengt Olson, Det är inte till å tro